# Gottfried Wyss

Gottfried Wyss (1987)

Gottfried «Godi» Wyss (* 5. Mai 1921; † 22. Januar 2019 in Gerlafingen) war ein Schweizer Politiker und Regierungsrat des Kantons Solothurn.
Er war studierter Sekundarlehrer. Von 1957 bis 1974 war er SP-Mitglied des Kantonsrates und ab 1974 des Regierungsrates – ein Amt, das er bis 1987 innehatte. Dabei war er stets Vorsteher des Polizei-, Militär- und Gesundheitsdepartementes.
Für überregionale Schlagzeilen sorgte Wyss vorab, als er 1977 als Polizeidirektor gegen die Besetzung des Geländes des kurz vor Bauende stehenden Kernkraftwerks Gösgen durch eine Grossdemonstration vorging. Die Solothurner Zeitung sprach dabei von  «Bürgerkriegsprobe». Dies und andere Gründe hatten zur Folge, dass ihn seine Partei in einer darauf folgenden Amtsperiode nicht mehr als Regierungsrat nominierte. Er schaffte allerdings die Wiederwahl dennoch als unabhängiger Kandidat.
Gottfried Wyss starb 2019 97-jährig.

## Publikationen (Auswahl)
- Schulen der Zukunft – Wirklichkeit oder Utopie? Olten 1964.
- Erwachsenenbildung – ein Gebot unserer Zeit. Olten 1963.
- Gedankeschplitter (Mundart). Derendingen 1988.